# Gigantengrab von Goronna

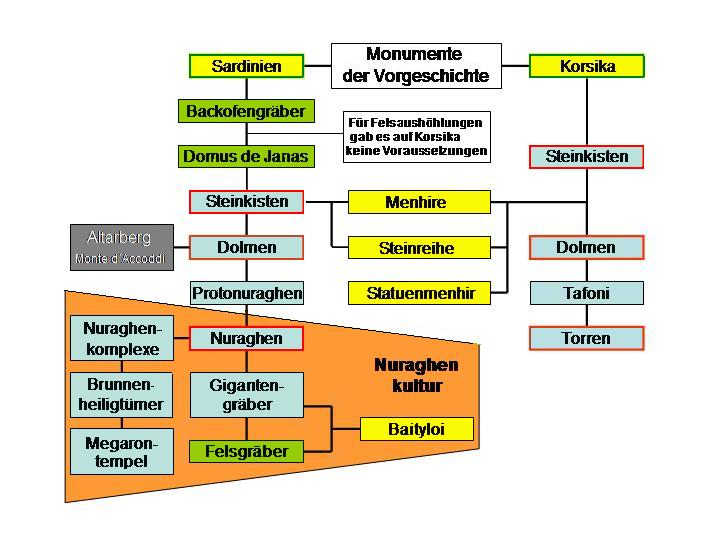
Typenreihe sardisch-korsischer Monumente

Das Gigantengrab von Goronna liegt bei Paulilatino, in der Provinz Oristano auf Sardinien. Die in Sardu „Tumbas de sos zigantes“ und auf Italienisch (plur.) „Tombe dei Giganti“ genannten Bauten sind die größten pränuraghischen Kultanlagen Sardiniens und zählen europaweit zu den spätesten Megalithanlagen. Die 321 bekannten Gigantengräber sind Monumente der bronzezeitlichen Bonnanaro-Kultur (ca. 2.200-1.600 v. Chr.), die Vorläuferkultur der Nuragenkultur ist.

## Typenfolge
Baulich treten Gigantengräber in zwei Varianten auf. Die Anlagen mit Portalstelen und Exedra gehören zum älteren nordsardinischen Typ. Bei späteren Anlagen besteht die Exedra statt aus monolithischen Stelen, aus einer in der Mitte deutlich erhöhten Quaderfassade aus bearbeiteten und geschichteten (italienisch tipo dolmenico – Dolmentyp) Steinblöcken. Das Gigantengrab von Goronna ist eine Anlage des älteren Typs (mit Portalstele).

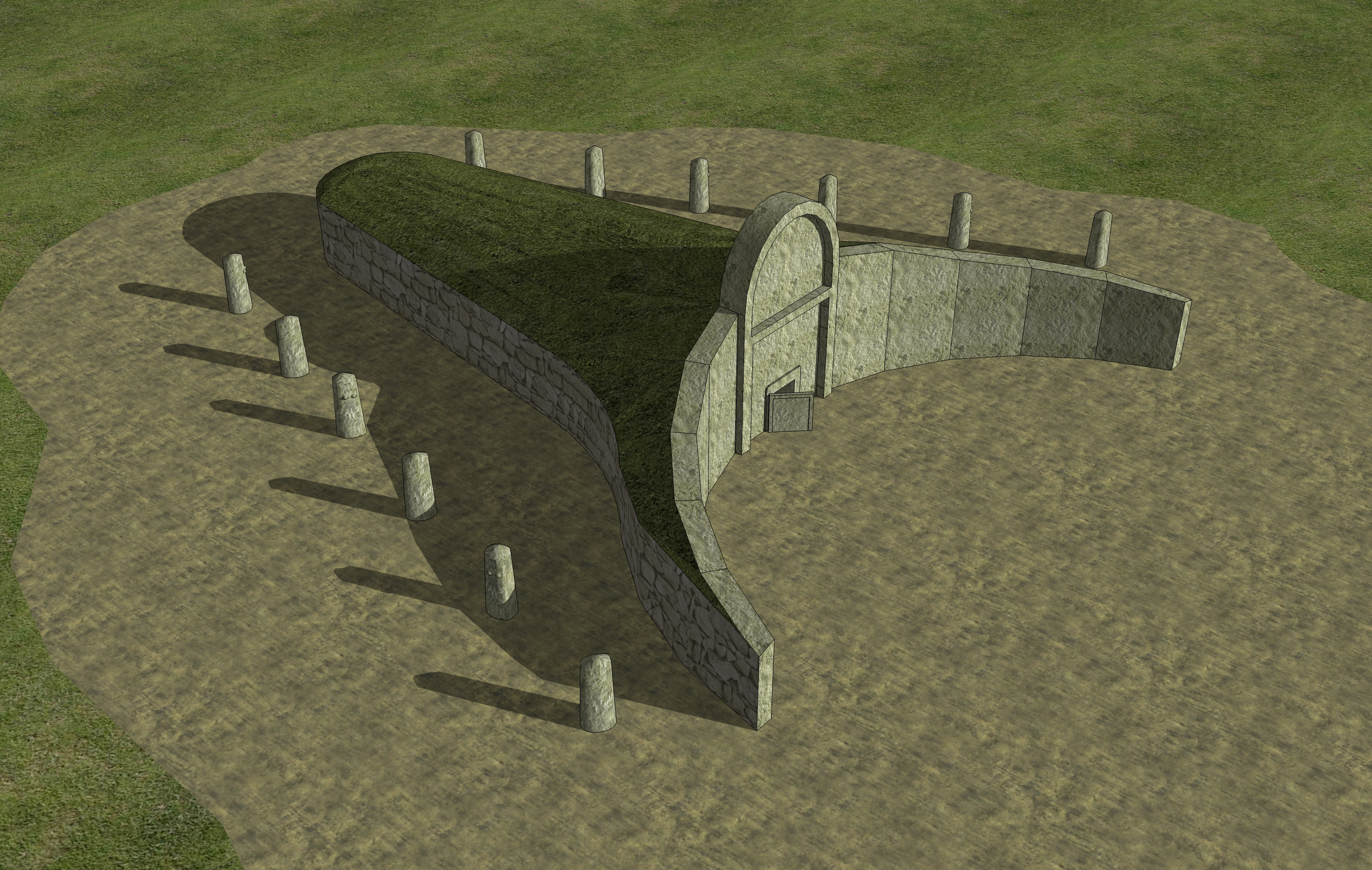
Modell mit Portalstelen-Exedra

## Beschreibung
Das Gigantengrab von Goronna liegt auf einer Basalthochebene und wurde bereits 1892 untersucht. Die Anlage, in der die Reste von etwa 200 Menschen gefunden wurden, ist mit mehr als 24,5 m sehr lang. Die aus großen Blöcken bestehende Exedra hat eine Breite von etwa 10,0 m. Die oben abgebrochene Portalstele war 3,5 m hoch. Die bogenförmigen Umbauten der etwa 18,0 m langen rechteckigen Kammer erinnern – hier besonders deutlich – an die Form von Ochsenhautbarren und sind noch weitgehend intakt, während von der horizontalen Abdeckung der Kammer (einst etwa 12–13 Platten) nur zwei erhalten sind.
Eine zweite, kleinere und archaischere Anlage in schlechtem Zustand befindet sich in der Nähe.